# São Cristóvão e São Lourenço
Pour les articles homonymes, voir São Cristóvão.
São Cristóvão e São Lourenço est une freguesia de Lisbonne.